# Gustaf Noring
Gustaf Noring, senare Ali Nouri (Ali Nuri Dilmeç) född 1861, död 1937, var en författare, lärare och boksamlare från Malmö. Han reste till Konstantinopel i Turkiet som ung 1879, antog islam som sin religion år 1884, och gifte sig med en tunisisk prinsessa med vilken han fick flera barn. Han blev turkisk generalkonsul i Rotterdam, men föll som medlem i ungturkiska partiet i onåd hos sultanen 1901 och reste då tillbaka till Sverige. Han publicerade satiriska böcker och översättningar till svenska under sitt nya islamiska namn Ali Nouri, bland annat en samling skämtberättelser om Mulla Nasreddin. Sju år senare, när sultanen avsattes, återvände han till Turkiet och levde där fram till sin död.